# Gesamtverweisung
Gesamtverweisung, auch IPR-Verweisung oder bedingte Verweisung genannt, ist eine Art der kollisionsrechtlichen Verweisung bei Rechtsfällen mit Auslandsbezug in Verweisungsnormen. Rechtsfolge der Gesamtverweisung ist die Anwendung eines ausländischen Sachrechts im Inland, der lex causae, auf den die Rechtsfrage enthaltenden Sachverhalt, unter der Bedingung, dass das ausländische IPR die Verweisung „annimmt“. Gegenstück ist die Sachnormverweisung.
Die Gesamtverweisung stellt im autonomen deutschen Internationalen Privatrecht die Regel dar (Art. 4 Abs. 1 S. 1 EGBGB). Ebenso sieht § 5 das IPR-Gesetz Österreichs den Grundsatz der Gesamtverweisung vor. Das IPR-Gesetz der Schweiz sieht nur ausnahmsweise eine Gesamtverweisung vor. Der Grundsatz ist die Sachnormverweisung Art. 14. Auch Art. 16 des belgischen IPR-Gesetzes geht vom Grundsatz der Sachnormverweisung aus („à l´exclusion des règles de droit international privé“).

## Gesamtverweisung und Sachnormverweisung
- Eine Gesamtverweisung verweist auf das Recht eines anderen Staates unter Einschluss von dessen nationalem Kollisionsrecht. Die Gesamtnormverweisung wird daher auch als „IPR-Verweisung“  oder bedingte Verweisung bezeichnet. Verweist das ausländische IPR auf eine dritte Rechtsordnung, ist diese Rechtsordnung anzuwenden. Ob diese zweite Verweisung ebenfalls eine Gesamtnormverweisung darstellt, ist nicht aus Sicht des inländischen IPR zu beurteilen, sondern aus Sicht der Rechtsordnung, welche die („Weiter-“)Verweisung ausgesprochen hat.
- Eine Sachnormverweisung oder unbedingte Verweisung verweist unmittelbar auf Sachnormen einer anderen Rechtsordnung unter Ausschluss des fremden Kollisionsrechts.

Eine Sachnormverweisung liegt nur vor, wenn das Gesetz es ausdrücklich vorsieht (so Art. 20 Rom I-VO und Art. 24 Rom II-VO) oder eine Gesamtnormverweisung dem Sinn der Verweisung widerspräche. Das kann insbesondere dann eintreten, wenn bei Alternativanknüpfungen, die dem Günstigkeitsprinzip dienen, mehrere fakultative Anknüpfungen wie z. B. bei Art. 19 I EGBGB möglich sind. Art. 19 I EGBGB soll die Feststellung der Abstammung durch mehrere alternative Anknüpfungspunkte erleichtern, wobei zur Anwendung das Recht berufen ist, das für das Kind günstiger ist. Eine Gesamtverweisung mit ihren offenen Rück- und Weiterverweisungsmöglichkeiten wäre hier fehl am Platz und würde den Kreis der möglichen Rechtsordnungen, aus denen das Günstigkeitsprinzip schöpfen könnte, wieder einschränken.
Eine Verweisung ist unbedingt, wenn das fremde Sachrecht auf Grund einer Rechtswahl des Betroffenen (Art. 4 Abs. 2 EGBGB) anzuwenden ist.
Einschränkungen der Gesamtverweisung werden noch durch zwischenstaatliche Vereinbarungen in Staatsverträgen, durch den ordre public vorgenommen.

## Rück- und Weiterverweisung
Wird auf Grund einer Gesamtverweisung auch auf das IPR des ausländischen Staates verwiesen, wird auch dessen Weiter- und Rückverweisung aus Sicht des Forumstaates berücksichtigt. Die ausländische Rechtsordnung (lex causae) nimmt die Verweisung des inländischen Rechts an, wenn sie die Verweisungsbegriffe ebenso qualifiziert, wie das inländische Recht und auch dieselben Verweisungsmomente verwendet. Sonst kommt es zu einer Rückverweisung (renvoi au premier degré) oder zu einer Weiterverweisung (renvoi au second degré).
Unproblematisch ist, wenn das ausländische Recht die Verweisung des inländischen Rechts annimmt oder eine weitere Sachnormverweisung ausspricht. Ordnet das ausländische Recht dagegen eine bedingte Rückverweisung an oder Weiterverweisung auf eine Rechtsordnung an, die ihrerseits rückverweist oder auf das inländische Recht weiterverweist (Kreisverweisung), stellt sich das Problem, welche Rechtsordnung nun anwendbar sein solle. Zur Lösung dieses Problems muss die Verweisungskette unterbrochen werden. Dabei gibt es drei Ansätze:
1. es findet die Rechtsordnung Anwendung, auf die zum ersten Mal doppelt verwiesen wird; bei der sofortigen Rückverweisung auf das Heimatrecht oder bei der Verweisung einer dritten Rechtsordnung auf das Heimatrecht, findet dann immer das Heimatrecht Anwendung (Heimwärtsstreben)
2. maßgebend ist der Standpunkt der Rechtsordnung des Staates, auf welchen das eigene IPR verweist;
3. die Entscheidung, wo die Verweisungskette unterbrochen wird, obliegt dem fremden Recht (double renvoi)

Das deutsche Recht hat sich für den Fall eines sofortigen Rückverweises oder eines Verweises auf die deutsche Rechtsordnung durch einen Drittstaat für das Heimwärtsstreben entschieden (Art. 4 Abs. 1 Satz 2 EGBGB). Der Fall eines Rückverweises auf eine fremde Rechtsordnung bleibt offen. Österreich ordnet ebenfalls die Heimwärtsstrebentheorie an, verallgemeinert diese aber auch für den Fall des Rückverweises auf eine fremde Rechtsordnung (§ 5 Abs. 2 IPR-Gesetz Österreich). Die Schweiz will den Rückverweis nur bei Angelegenheiten des Personen- oder Familienstandes beachten (Art. 14 Abs. 2 IPR-Gesetz-CH).

## Schutz des internationalen Entscheidungseinklangs
Der Grund für eine Gesamtverweisung ist die Wahrung des internationalen Entscheidungseinklangs. Es hätte wenig Sinn eine ausländische Rechtsordnung durch inländische Stellen anzuwenden, wenn die Gerichte dieses ausländischen Staates selbst eine andere Rechtsordnung für die Entscheidung heranzögen.
Durch die Technik der Gesamtverweisung wird aus Sicht des angerufenen Gerichtes anerkannt, ob die ausländische Rechtsordnung auf die sich aus dem Sachverhalt ergebende Rechtsfrage überhaupt angewandt werden will.
Will sie es nicht, d. h. verweist sie in ihren Kollisionsnormen auf eine andere ausländische Rechtsordnung weiter oder auf das Recht des Forumstaates zurück, wird diese Entscheidung aus Sicht der Rechtsordnung des Forumstaates akzeptiert.

## Prüfung
Bei der Prüfung, welches Sachrecht bei einer Gesamtverweisung als Prüfungsmaßstab auf den Rechtsfall nun zur Anwendung gelangt, kann man wie folgt vorgehen:
- Ermittlung und Anwendung der maßgeblichen ausländischen IPR-Normen auf den Sachverhalt: Auslegung nach der Auffassung der ausländischen Rechtsordnung; (es gilt in der Regel an dieser Stelle die lex fori des ausländischen Staates bei der Qualifikation der Rechtsfrage des Sachverhaltes)
- Prüfung der Verweisung der maßgeblichen ausländischen IPR-Normen:
  - Ergebnis 1: Weiterverweisung auf ein drittes Recht:
    - als Gesamtverweisung ⇒ Rechtsfolge: IPR des dritten Staates zu beachten und ggf. weitere Rück- und Weiterverweisungen zu prüfen
    - als Sachnormverweisung ⇒ Rechtsfolge: Sachrecht des dritten Staates anwendbar, lex causae (Sachnormen) des dritten Staates im Forumstaat anwendbar

  - Ergebnis 2: Rückverweisung auf das Recht des Forumstaates, bei dem die Prüfung der Rechtsfrage begonnen hat ⇒ Rechtsfolge: lex causae (Sachnormen) des Forumstaates im Forumstaat anwendbar (Rückverweisungskette wird gemäß Art. 4 I Satz 2 EGBGB unterbrochen, sog. „Heimwärtsstreben“ im Fall des „Renvoi“)
  - Ergebnis 3: Annahme der Verweisung der Kollisionsnorm aus dem Forumstaat ⇒ Rechtsfolge: lex causae (Sachnormen) des ausländischen Staates, auf dessen Rechtsordnung verwiesen wurde, im Forumstaat anwendbar

## Rechtsgeschichte
Eine der ersten Entscheidungen zur Gesamtverweisung ist das Urteil des Oberappellationsgerichts der vier Freien Städte vom 21. März 1861. Eine der ersten Kodifikationen findet sich im Zürcher Gesetzbuch 1854/87.